# Théodore Gréterin
Théodore Gréterin, né le 12 novembre 1794 à Sévigny-la-Forêt (Ardennes) et décédé le 16 mai 1861 à Paris, est un homme politique français.

## Biographie
Il étudie le droit. Fils de douanier, il entre dans les douanes, au ministère des Finances. À la Restauration, il est chef de bureau des douanes, et après 1830, chef de division de ce service, puis directeur de la division des douanes au ministère de l'Intérieur. Il est ainsi le Directeur de cette administration pendant plusieurs décennies, maintenu malgré les changements de régiments (Monarchie de juillet, Troisième République puis Second Empire).
Le Second Empire le nomme en outre conseiller d'État, le fait membre d'office dans la nouvelle section d'administration de l'Académie des sciences morales et politiques en 1855.
Il est nommé sénateur du Second Empire le 3 mars 1860. par décret du 3 mars 1860. Il meurt l'année suivante.
Fait commandeur de la Légion d'honneur en avril 1841, il est distingué du titre de grand-officier de cet ordre le 17 janvier 1853.